# Vladimir van Kiev
Vladimir of Volodimer van Kiev (Oudrussisch: Володимѣръ Свѧтославичь Volodiměr Svętoslavitsj) of Vladimir de Heilige, de Grote of de Apostelgelijke (Kiev of Boedoetin, 956 - Berestove, 15 juli 1015) was een prins van Novgorod, grootvorst van Kiev en heerser van het Kievse Rijk. Hij was een kleinzoon van de H. Olga en werd na zijn dood vereerd als de bekeerder van Rusland.

## Naam
De naam "Vladimir" is het gevolg van volksetymologie: in het moderne Russisch betekent hij “heerser van de wereld”, maar in werkelijkheid is de naam de Slavische versie van het Oudnoordse “Waldemar”, wat "beroemd door macht" betekent. In Oudoostslavische bronteksten wordt zijn naam gespeld als Володимѣръ Volodiměr', vandaar dat veel historici en wetenschappers hem "Volodimer" noemen. In modern Oekraïens heet hij Volodymyr, in modern Belarussisch Uladzimer.

## Vóór zijn troonsbestijging

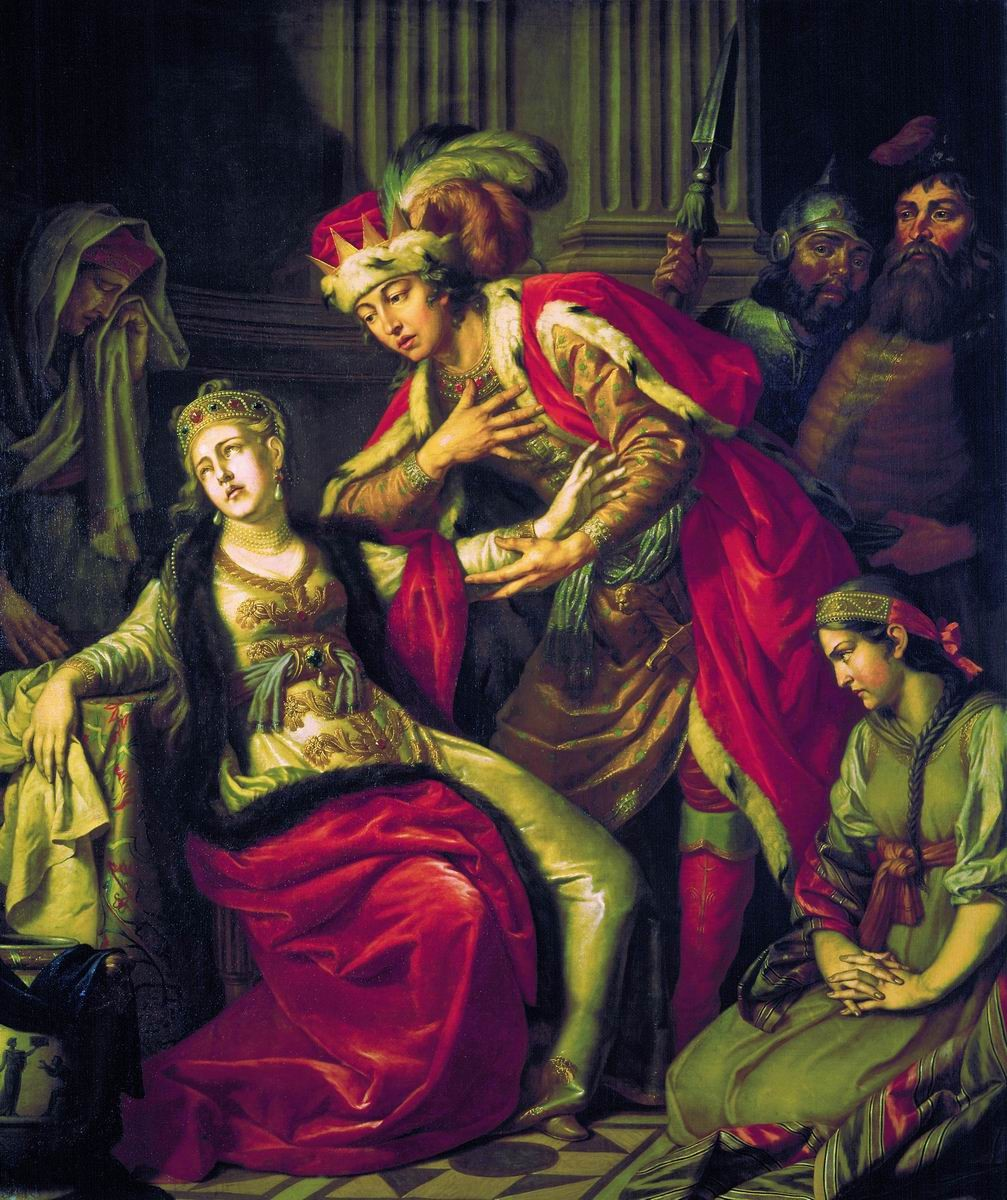
Vladimir en Rogneda (1770).

Hij was de jongste zoon van de heerser van Kiev, Svjatoslav (zoon van Olga) en diens minnares Maloesja. Over Maloesja doen verschillende overleveringen de ronde: volgens een daarvan was ze een prinses van de Drevljanen, gevangengenomen en tot slavin gemaakt door Olga nadat ze de moord op haar echtgenoot Igor gewroken had. Omdat Olga de verhouding tussen Svjatoslav en Maloesja afkeurde, zou zij Maloesja hebben laten bevallen in het land van de Drevljanen (ongeveer het huidige Galicië). Volgens andere overleveringen was ze de hof-waarzegster van Svjatoslav, of het hoofd van de huishouding van Olga of Svjatoslav.
Nog vóór zijn dood in 972 verdeelde Svjatoslav zijn rijk onder zijn twee wettelijke zonen: Jaropolk kreeg het hertogdom Kiev, Galicië ging naar Oleg.
Toen Novgorod in 970 tegen de verdeling in opstand dreigde te komen weigerden beide zoons daarheen te gaan om de mogelijke opstand te bezweren. Svjatoslav zond daarop Vladimir (begeleid door zijn oom, Dobrynja) naar Novgorod en droeg het bestuur over die stad aan Vladimir over. Van 972 tot 977 woedde in het Kievse Rijk een burgeroorlog tussen Jaropolk en Oleg. Na de nederlaag van Oleg vluchtte Vladimir naar de Varjagen in Scandinavië, waar hij troepen ronselde om Novgorod en ten slotte heel het Kievse Rijk terug te veroveren.
Vladimir viel in 980 het Kievse Rijk binnen. Op weg naar Kiev vroeg Vladimir in Polatsk de hand van Rogned' (Oudnoords: Ragnhild), dochter van Rogvolod (Ragnvald, de vorst van Polotsk) en verloofde van Jaropolk. Rogned' vond zichzelf te edel om met de zoon van een slavin te trouwen, maar Vladimir beantwoordde haar weigering met de verovering van Polotsk, het doden van haar vader en broers en een gedwongen huwelijk met hem. Polotsk was een belangrijke vesting op weg naar Kiev en nadat hij ook Smolensk veroverde, verzekerde Vladimir tamelijk gemakkelijk zijn intrede in Kiev (980).
Jaropolks raadgever, de bojaar Bloed, zette hem ertoe aan om eerst naar Rodnja te vluchten, en daarna om zich over te geven. Jaropolk vertrouwde Bloeds en Vladimirs genadevoorstellen, maar werd op weg naar het hoofdkwartier van Vladimir door twee Varjagen gedood. Jaropolks postume zoon, Svjatopolk I (volgens sommigen eerder de zoon van Vladimir na de verkrachting van Jaropolks weduwe) werd uitgehuwelijkt aan een Poolse prinses om hem buiten de erfopvolging van Kiev te houden. Deze manoeuvre mislukte toen de Poolse schoonvader van Svjatopolk oorlog ging voeren met Vladimir. Svjatopolk werd door Vladimir gevangengezet.

## Heidens bewind

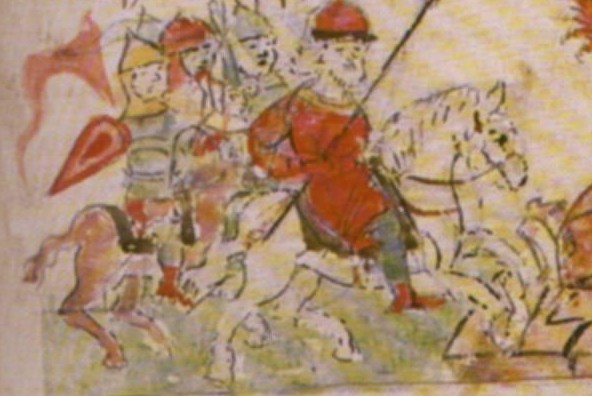
Vladimir trekt op tegen de Vjatitsjen

Na de machtsverovering liet Vladimir een aantal heidense standbeelden en heiligdommen oprichten in Kiev. Dit waren beelden van Peroen, Chors, Dazjbog, Stribog, Simargl en Mokosj. Volgens de Nestorkroniek, die ongeveer 130 jaar later werd geschreven door christelijke monniken die het heidendom verafschuwden, waren het "afgodsbeelden" en "duivels", waaraan de inwoners hun eigen kinderen zouden offeren. Nadat Vladimir en zijn bojaren in 983 de Jatvingen had verslagen, zouden ze in Kiev een mensenoffer aan de goden hebben willen brengen om hen te bedanken voor de overwinning. Het lot viel op de zoon van een christelijke Varjaag, die zijn zoon niet aan de goden wou offeren; vervolgens zouden beiden zijn gedood en werden ze in de Nestorkroniek als martelaren van het christelijk geloof verheerlijkt.
Van 980 tot 987 ging Vladimir op veroveringstocht: hij versloeg de Vjatitsjen, de Radimitsjen en de Baltische Jatvingen. Hij streed met de Polen over handelsrechten en het statuut van Svjatopolk, onderwierp Chazarië en veroverde delen van het grondgebied van de Wolga-Bulgaren waar hij vestingen en steden bouwde. Zoals Peter de Grote en Catharina de Grote later liet hij andere volkeren zich, in ruil voor trouw aan de heerser van Kiev, in Roes vestigen: de Turkse stammen der Torki en Berendei.
Nadat Vladimir in 987 Chersonesos op de Krim veroverde, raakte hij verwikkeld in de hofintriges van Constantinopel. Hij zond 6000 soldaten naar Constantinopel als hulp voor Basileios II tegen Bardas Fokas en vroeg de hand van Basileios' zuster Anna.

## Bekering van Kievse Roes

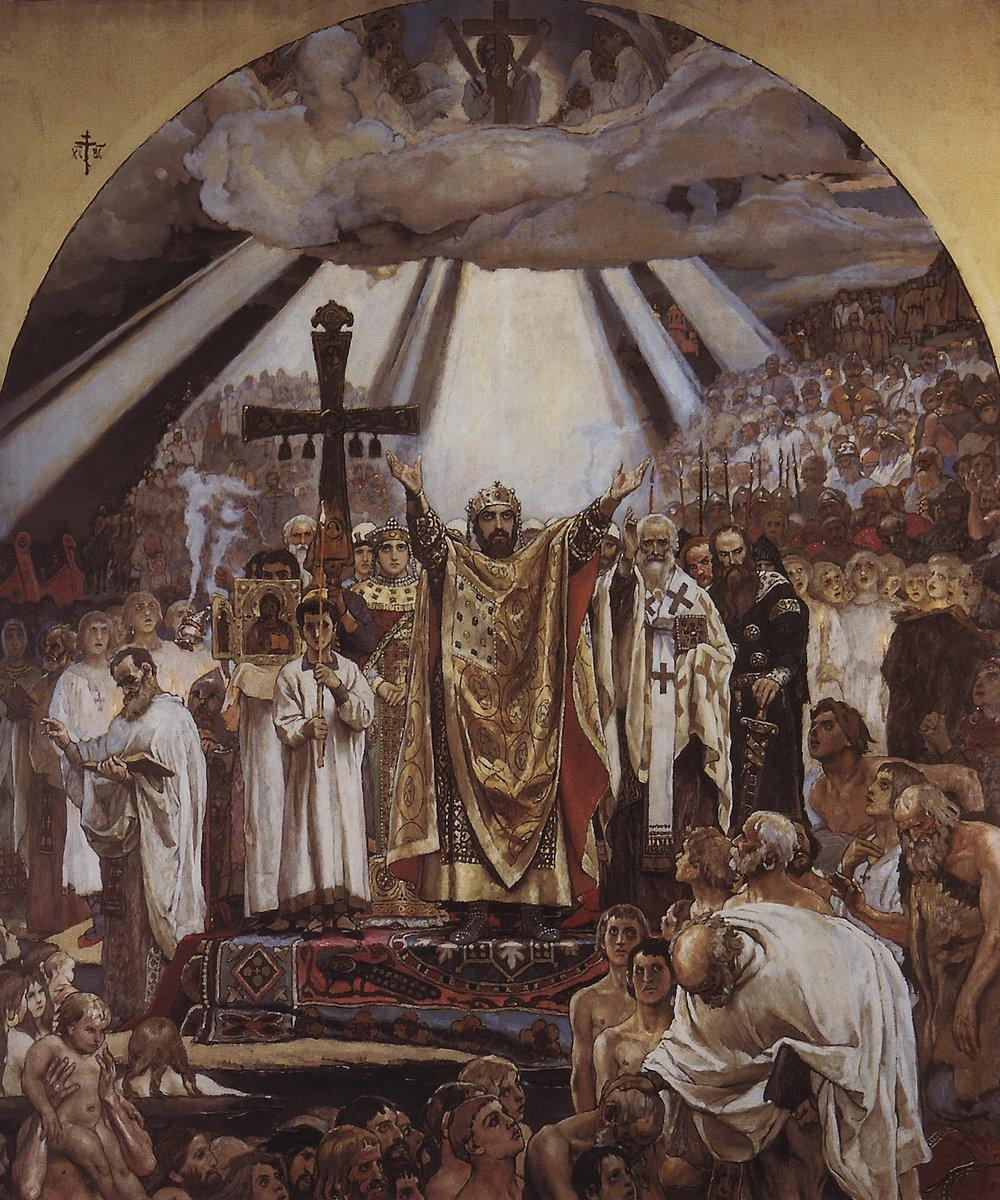
Doop van Roes

Hoewel het christendom zich al sedert de negende eeuw verspreid had in het Kievse rijk, en zowel de Duitse keizer Otto I de Grote als de Byzantijnse keizers missionarissen gestuurd hadden, waren de heersers van Kiev steeds heiden gebleven. Volgens de overlevering had Vladimir gezanten uitgezonden naar Rome, Constantinopel, de joodse Chazaren en het islamitische Wolga-Bulgarije om het beste geloof vast te stellen. In elk geval besloot Vladimir, die zelf zeven vrouwen en honderden concubines had, dat het moment gekomen was om zich te bekeren tot de monotheïstische godsdienst die volgens hem Kievse Roes het meeste voordeel zou verschaffen: de Byzantijnse liturgie van het christendom, die de lokale kerken meer autonomie bood dan Rome (inzake taal van de liturgie) terwijl de vorst meer controle uitoefende over de lokale kerk dan volgens de in het westen geldende regels.
In 988 liet Vladimir zich in Chersonesos dopen. Volgens de overlevering kreeg hij daarbij zijn gezichtsvermogen terug, dat hij door een oogziekte tijdelijk verloren had. Vanaf de Krim kwam hij met zijn nieuwe bruid naar Kiev terug. Deze vorm van bekering sprak veel meer tot de verbeelding van de Kievse bevolking dan een bekering door een gewone priester in Kiev.
Nadat hij de leden van zijn familie bekeerde, en zijn vele vrouwen verstoten had, liet Vladimir het houten afgodsbeeld van Peroen neerhalen, door paarden meeslepen, geselen en in de Dnjepr werpen. Hij beval alle inwoners van Kiev zich tijdens een massale plechtigheid te laten dopen. Iedereen werd opgeroepen naar de Dnjepr te komen, waarna de priesters vanaf de oever de doopgebeden voorlazen, waarbij hele groepen inwoners onder dezelfde naam aangeroepen werden.
Het gebrek aan weerstand en het gemak waarmee de inwoners van Kiev zich lieten dopen, laten veronderstellen dat velen toen al in het geheim christen waren. Het christendom had in het Kievse rijk al voor de Heilige Olga wortel geschoten. In 867 had patriarch Photius I al beweerd dat de Roesen tot het christendom waren overgegaan. Kiev werd door Constantinopel zelfs vernoemd in een lijst van Orthodoxe bisdommen. Het is dan ook niet te verwonderen dat Griekse bronnen uit de 10e eeuw deze massale "doop van Kievse Roes” niet vermelden, en de latere Nestorkroniek enkel door Arabische bronnen (o.a. Yahya van Antiochië) bevestigd wordt.
Vladimir probeerde een christelijk leven te leiden, en bouwde kerken (de eerste stenen kerk van het Kievse rijk, de kerk van de tienden en een kerk op de heuvel waar vroeger de heidense afgoden aanbeden werden), scholen en ziekenhuizen.
Vladimir zond zijn oom Dobrynja naar Novgorod om de stad tot het christendom te bekeren. Toch slaagde Vladimir er niet in om nog tijdens zijn leven alle Oost-Slaven te bekeren: aan de oevers van de Oka, in de buurt van Rostov, leefden tot in de 12e eeuw heidenen.

## Dood
Tegen het einde van zijn leven verdeelde Vladimir het rijk van Kiev onder zijn twaalf zonen: een beslissing die volgens velen de eerste stap is geweest tot de versplintering van Kievse rijk in kleine vorstendommetjes. Vladimir stierf op 15 juli 1015 in Berestovo op weg naar Novgorod om zijn zoon Jaroslav te straffen die zich te onafhankelijk had opgesteld. Na zijn dood maakte Vladimirs zoon Svjatopolk zich tijdelijk meester van Kiev. Hij liet zijn broers Boris en Gleb vermoorden, die later evenals Olga en Vladimir heilig verklaard werden.
De onrust in het Kievse rijk hield aan tot Jaroslav de Wijze zich meester maakte van de troon. In de tussentijd werd het Rijk der Chazaren in 1016 door de nomadische Petsjenegen onder de voet gelopen, en Byzantium had zich in 1018 meester gemaakt van het Eerste Bulgaarse Rijk.

## Nalatenschap
Na zijn dood werd Vladimir, evenals Anna, begraven in de kerk van de Tienden. Delen van zijn lichaam werden aan verschillende door hem gestichte instellingen geschonken om als relikwieën vereerd te worden.
Vladimir werd pas in de 13e eeuw heilig verklaard (met de eerste kerk die zijn naam draagt, de huidige Vladimirtoren in Novgorod in 1311-2). Vladimir is genoemd als de beschermheilige van de bekeerlingen, de moordenaars, de ouders van grote gezinnen en van Rusland. Hij kreeg ook de titel "Gelijke van de Apostelen" (zo lieten de meeste Griekse heersers van Byzantium zich ook noemen).
Zowel de Oosters-orthodoxe Kerk als de Rooms-katholieke vieren de heilige Vladimir op 15 juli.
De Vladimirkathedraal in Kiev is naar hem genoemd, en de Taras Sjevtsjenko Nationale Universiteit van Kiev droeg voor de revolutie zijn naam. Catharina de Grote startte een Orde van Sint-Vladimir (afgeschaft in 1917, maar opnieuw ingesteld door de Russisch-Orthodoxe Kerk in 1959).
Aan Vladimir zijn in de Orthodoxe kerk het Troparion t.4 (“Gij waart een koopman die kostbare parels zocht …”) en het Kondakion t.8 (“Gij zijt voor ons als de apostel Paulos geweest…”) gewijd.
Hij bleef in vele sagen en legendes met heidense invloed bekend als Krasno Solnysjko, d.i. de Mooie Zon.

## Huwelijken en kinderen
Vladimir had meerdere vrouwen en concubines. Hieronder een overzicht van bekende partners en hun kinderen:
- huwelijk ca. 977 met Rogned' van Polotsk (ca. 956 - ca. 999). In 989 gescheiden en ingetreden in een klooster. Haar kinderen:
  - Izjaslav van Polotsk (ca. 978 - 1001), prins van Polotsk. Vader van Brjatsjislav van Polotsk (ca. 997 - 1044) en grootvader van Vseslav van Polotsk;
  - Jaroslav de Wijze Alhoewel er tegenwoordig ook wel wordt geopperd dat hij de zoon van Anna van Byzantium was. De monnik Nestor die een aanhanger was van de theorie dat de vorsten van Kiev van Noordse (Zweedse) afkomst waren, leek zo veel mogelijk de relaties tussen Kiev en Byzantium te willen bagataliseren. Hij zou daarom in zijn kroniek Jaroslav 10 jaar ouder gemaakt hebben dan hij was zodat hij kon worden gezien als een zoon van Rogneda, die van Zweedse afkomst was. Door hem 10 jaar ouder te maken, kon en passant ook worden verklaard waarom een jongere zoon de troon besteeg. Recent onderzoek van de overblijfselen van Jaroslav heeft bewezen dat hij inderdaad rond 988-990 geboren is en niet rond 978. Overigens spreekt Nestor zichzelf regelmatig tegen over de leeftijd van Jaroslav. Enkele malen duidt hij het geboortejaar van Jaroslav zelf op 988. Jaroslav kan dus net voor of net na de scheiding van Rogneda geboren zijn. Een aanwijzing voor zijn Byzantijnse afkomst kan zijn dat de zonen van Jaroslav allemaal Slavische namen hebben en zijn dochters allemaal Griekse namen die in het Byzantijnse keizershuis voorkomen zoals Anna, Anastasia, Elisabeth en mogelijk Agatha. Anna zou dan mogelijk naar haar grootmoeder vernoemd zijn. Harde bewijzen zijn er echter niet, dus deze mogelijkheid blijft speculatief. Jaroslav zou ook de zoon van een bijvrouw kunnen zijn.
  - Mstislav de Dappere (978 - ca. 1035), 988 vorst van Tmoetarakan (bij de huidige stad Temrjoek), versloeg in 1024 Jaroslav in een strijd om de macht maar sloot vrede met hem en ze verdeelden samen de Russische gebieden. Vader van de jong overleden Eustachius. Na zijn dood door een jachtongeluk vervielen zijn gebieden aan Jaroslav. Begraven in de kerk van de Verlosser.
  - Vsevolod (ovl. 1015), vorst van Vladimir-Soezdal, in 990 van Wolynië en van Perejaslavl (ten zuiden van Kiev)
  - mogelijk Predslava (ovl. na 1018), waarschuwde in 1015 Jaroslav tegen Svjatopolk. In 1017 dong Bolesław I van Polen naar haar hand maar werd afgewezen. Bolesław en Svjatopolk veroverden Kiev. Toen zij moesten terugtrekken voerde Bolesław Predslava en nog een zuster met zich mee. Predslava zou met Boleslav III van Bohemen zijn getrouwd.
  - een tweede dochter die ook door Bolesław zou zijn meegevoerd
- huwelijk 988 met Anna, een Byzantijnse prinses, (963 - 1008/1011), begraven in de paleiskerk te Kiev. Geen kinderen bekend.
- huwelijk na 1011 met Adelia, dochter van Koenraad I van Zwaben, (ovl. na 14 augustus 1018). Geen kinderen bekend.
- bijvrouw: de weduwe van Jaropolk, een Griekse vrouw
  - Svjatopolk I van Kiev
- bijvrouw: Olava, een Boheemse vrouw
  - Vysjeslav (ovl. 1010), prins van Novgorod
- kinderen van onbekende bijvrouwen:
  - Svjatoslav (vermoord na 15 juli 1015), prins van de Drevljanen, vermoord in opdracht van Svjatopolk I toen hij naar Hongarije probeerde te vluchten
  - Boris (vermoord 24 juli 1015), prins van Rostov aan de Don en later van Novgorod, leidde een oorlog tegen de Petsjenegen. Boris werd in zijn kamp vermoord in opdracht van Svjatopolk I. In 1072 herbegraven in Visjgorod, heilig verklaard. Zie ook: Boris en Gleb
  - Gleb (vermoord 5 september 1015), vorst van Moerom. Door een list werd hij uit zijn stad gelokt en vermoord in opdracht van Svjatopolk I. In 1072 herbegraven in Visjgorod, heilig verklaard. Zie ook: Boris en Gleb
  - Pozvizd
  - Soedislav (ovl. Kiev, 1062/1063), vorst van Pskov. Ca. 1035 gevangengezet door Jaroslav en na diens dood in 1054 vrijgelaten. Soedislav trad in een klooster en werd begraven in de kerk van Sint Joris te Kiev.
  - Stanislav (ovl. voor 1015), prins van Smolensk
  - dochter, getrouwd met Bernard I van Brandenburg
  - Premislava, getrouwd met de Hongaarse hertog László
  - Dobrognewa van Kiev